# Acada
Acada là một chi bướm ngày thuộc họ Bướm nâu.

## Các loài
- Acada annulifer (Holland, 1892)
- Acada biseriata (Mabille, 1893)